# Rzyce
Rzyce (niem. Rzytze) – kolonia w Polsce, położona w województwie śląskim, w powiecie lublinieckim, w gminie Koszęcin.
| SIMC    | Nazwa  | Rodzaj        |
| ------- | ------ | ------------- |
| 0135473 | Dolnik | część kolonii |
| 0135480 | Irki   | część kolonii |

W latach 1975–1998 miejscowość administracyjnie należała do województwa częstochowskiego.